# Махе
Махе — устаревшая внесистемная единица объёмной альфа-активности радиоактивного источника. Равна активности радионуклида, содержащегося в 1 л вещества и обеспечивающего посредством ионизации среды альфа-частицами ионизационный ток насыщения, равный 10−3 единицы СГС (то есть 3,336⋅10−13 А). Таким образом, один махе создаёт в 1 л вещества мощность экспозиционной дозы облучения, равную 1 микрорентгену в секунду, или 3,6 миллирентгена в час. 
Единица названа по имени австрийского физика Генриха Махе (Нeinrich Mache; 1876—1954).
Соотношения с другими единицами:
1 махе = 3,64 эман = 3,64⋅10−10 кюри/л = 13,5 кБк/м³.
Применяется в бальнеологии, в дозиметрии природных газов (воздуха) и жидкостей, лечебных грязей и т. п. В махе обычно выражают концентрацию радона в воздухе или воде радоновых источников.